# ヘブライのアストロラーベ

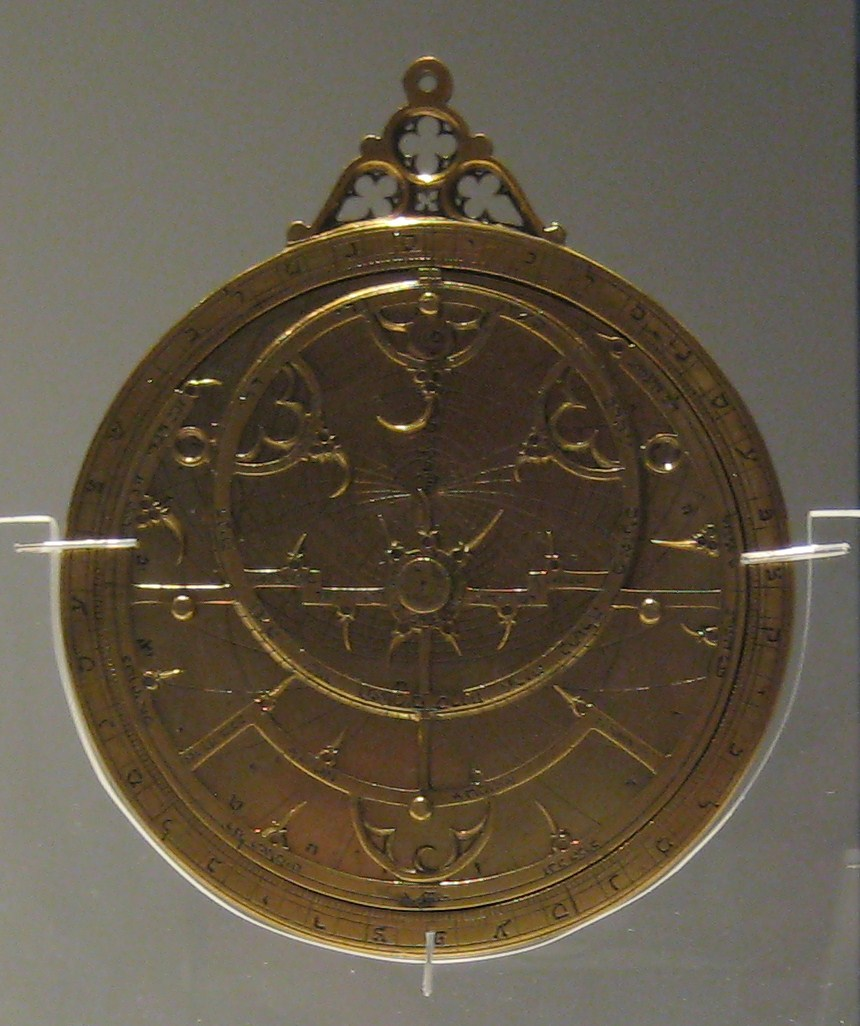
ヘブライのアストロラーベ

コンビベンシアと言われる、キリスト教徒、ユダヤ教徒、イスラム教徒が共存するという制度は、数学や科学に大きな進歩をもたらした。
当時アストロラーベはその時代の最先端技術であり、これを使うことにより、時刻や日の出日の入の時刻までも知ることが出来た。その他にも天体の動きや測量、占星術にも使用された。
アストロラーベは5枚のプレートで構成されており、基本原理は紀元前150年前に古代ギリシャで発達を遂げた。特にイスラム教徒がメッカの方向を調べる際によく使っていたという。
盤上の文字は全てヘブライ語で書かれており、ユダヤ人顧客の為に作られたと言われている。